# Буланхаги, Мелисса
Мелисса Кармен Буланхаги (англ. Melissa Carmen Bulanhagui, род. 16 августа 1990, Филадельфия, Пенсильвания, США) — бывшая американо-филиппинская фигуристка, выступавшая в одиночном катании. После завершения карьеры является порноактрисой.

## Спортивная карьера
Мелисса имеет филиппинские корни. В 2006 году она завоевала бронзу среди юниоров на национальном чемпионате США по фигурному катанию.
Год спустя она пропустила сезон из — за двух подряд полученных травм.
В сезоне 2008\09 девушка выиграла золотую медаль на юниорском Гран-При в Италии.
В сентябре 2010 года Мелисса выиграла свою первую награду на взрослом уровне — бронзу на Nebelhorn Trophy в Оберстдорфе.
В 2011 году Буланхаги стала победительницей чемпионата Филиппин и была включена в состав национальной команды страны на сезон 2012\13.
На Чемпионате четырёх континентов по фигурному катанию 2013 года в Японии она стала 17 — й.
В августе 2013 года Мелисса стала обладательницей бронзовой награды на Открытом чемпионате Азии по фигурному катанию.
Она заняла 15-е место на чемпионате Четырёх континентов 2015 года в Сеуле, Республика Корея.

## Съемки в порнофильмах
В 2014 году Буланхаги было отказано во включении в состав участников Олимпиады в Сочи, что подвергло её депрессии.
В 2015 году она официально заявила о завершении спортивной карьеры, приняв имя Джада Кай (англ. Jada Kai) и подписав контракт с одной из популярных американских порностудий.
По её словам она согласилась на это, поскольку боялась навсегда остаться девственницей.